# Canton de Tigy
Le canton de Tigy est une ancienne division administrative française du district d'Orléans situé dans le département du Loiret.

## Histoire
Le canton est créé le 10 février 1790 sous la Révolution française.
Le canton disparaît en 1801 (9 vendémiaire, an X) sous le Consulat ; Férolles, La Queuvre (Lagneuvre), Neuvy-en-Sullias, Ouvrouer, Sigloy, Tigy et Vienne-en-Val (Viennes) sont reversées dans le canton de Jargeau tandis que Vannes est intégrée au canton de La Ferté-Saint-Aubin.

## Géographie
Le canton de Tigy comprend les huit communes suivantes : Férolles, Lagneuvre, Neuvy-en-Sullias, Ouvrouer, Sigloy, Tigy, Vannes, Viennes.